# Dworki (Kaliningrad)
Dworki (russisch Дворки, deutsch Rogahnen) ist ein Ort in der russischen Oblast Kaliningrad. Er gehört zur kommunalen Selbstverwaltungseinheit Stadtkreis Gurjewsk im Rajon Gurjewsk.

## Geographische Lage
Dworki liegt 19 Kilometer östlich der Oblasthauptstadt Kaliningrad (Königsberg) an der neuen Trasse der Föderalstraße A229 (heute auch Europastraßen 28 und 77). Durch den Ort führt die Kommunalstraße 27K-213, die Wyssokoje (Pogauen) mit dem früheren und heute nicht mehr existierenden Siedlungsplatz Gruschewka (Kalkeim) verbindet. Bis 1945 war Pogauen die nächste Bahnstation an der Strecke von Königsberg (Preußen) über Prawten (russisch: Lomonossowo) nach Possindern (Roschtschino) und weiter nach Tapiau (Gwardeisk) der Königsberger Kleinbahn.

## Geschichte
Das vor 1946 Rogahnen genannte Dorf blickt auf 1405 als Jahr seiner Gründung zurück. Mit dem Ortsteil Klein Rogahnen (Försterei, heute nicht mehr existent) kam der Ort 1874 zum Amtsbezirk Heiligenwalde im Landkreis Königsberg (Preußen) (1939 bis 1945 Landkreis Samland) im Regierungsbezirk Königsberg der preußischen Provinz Ostpreußen.
Im Jahre 1910 zählte Rogahnen 142 Einwohner. Am 15. November 1928 gab Rogahnen seine Eigenständigkeit auf und schloss sich mit der Landgemeinde Pogauen (russisch: Wyssokoje) und dem Gutsbezirk Groß Hohenrade (Worobjowo) zur neuen Landgemeinde Pogauen zusammen.
1945 kam Rogahnen innerhalb des nördlichen Ostpreußens zur Sowjetunion. Im Jahr 1947 erhielt der Ort die russische Bezeichnung Dworki und wurde gleichzeitig dem Dorfsowjet Nisowski selski Sowet im Rajon Gurjewsk zugeordnet. Von 2008 bis 2013 gehörte Dworki zur Landgemeinde Nisowskoje selskoje posselenije und seither zum Stadtkreis Gurjewsk.

## Kirche
Bis 1945 gehörten Rogahnen und Klein Rogahnen mit ihrer überwiegend evangelischen Bevölkerung zum Kirchspiel der Kirche Heiligenwalde (russisch: Uschakowo) im Kirchenkreis Königsberg-Land II innerhalb der Kirchenprovinz Ostpreußen der Kirche der Altpreußischen Union. Letzter deutscher Geistlicher war Pfarrer Paul Kortzitzki.
Heute liegt Dworki im Einzugsbereich der evangelisch-lutherischen Auferstehungskirche in Kaliningrad (Königsberg). Sie ist die Hauptkirche der in den 1990er Jahren neu gebildeten Propstei Kaliningrad der Evangelisch-lutherischen Kirche Europäisches Russland.